# Gymnothorax serratidens
 Gymnothorax serratidens és una espècie de peix de la família dels murènids i de l'ordre dels anguil·liformes.

## Distribució geogràfica
Es troba al Perú.